# جاك غريمزلي
جاك غريمزلي (بالإنجليزية: Jack Grimsley)‏ هو ملحن أسترالي، ولد في 18 أكتوبر 1925 في ملبورن في أستراليا، وتوفي في 8 يونيو 2015.

## روابط خارجية
- جاك غريمزلي على موقع IMDb (الإنجليزية)
- جاك غريمزلي على موقع ديسكوغز (الإنجليزية)